# Thiania sundevalli
Thiania sundevalli là một loài nhện trong họ Salticidae. Chúng được Tord Tamerlan Teodor Thorell miêu tả năm 1890.